# Ма'аян-Харод
Ма'аян-Харод (івр. מעיין חרוד) — національний парк на півночі Ізраїлю.
Один із парків на півночі країни, на території якого знаходиться джерело Ейн-Харод. Знаходиться у північно-західного підніжжя хребта Гільбоа, приблизно в 15 км на північний захід від міста Бейт-Шеан (Бейсан). Джерело оточує сад з водним парком, зеленими галявинами і гайками, кемпінгом. Джерело бере початок у скельній печері і від джерела вода продовжує текти по неглибокому руслу, який перетинають невеликі мости. Джерело живить струмок Харод.
У 1260 році біля джерела відбулася історична Битва при Айн-Джалуті (Джалут — арабська назва джерела Харод). У ході цієї битви султан Кутуза здобув перемогу над військами монголів.